# Henri Muller (homme politique)
Henri Müller est un fonctionnaire et homme politique français, né le 21 novembre 1860 à Altkirch, dans le Haut-Rhin, et mort le 11 février 1926 à Toulon, dans le Var.

## Biographie
Proviseur du lycée de Toulon, Henri Müller est nommé, par décret du 11 novembre 1909 du président de la République de l'époque, Armand Fallières, pour remplir les fonctions de président de la délégation spéciale de Toulon, en remplacement du conseil municipal démissionnaire. 
Elle est mise en place par le sous-préfet de l'arrondissement de Toulon, le 13 novembre 1909. Les fonctions de cette délégation prennent fin lors de l'installation du conseil municipal, nouvellement élu, le 23 décembre 1909. 
Nommé chevalier de la Légion d'honneur, par décret du 19 février 1919, il est muté le 1er avril 1919 à Mulhouse, comme proviseur du lycée de cette ville.